# Sheriff of London Charity Shield
El Sheriff of London Charity Shield, también conocido como Dewar Shield, era una competición de fútbol que se jugaba anualmente entre el mejor club amateur y el mejor profesional de Inglaterra, aunque el equipo amateur escocés Queens Park también participó en 1899.
El equipo profesional era el campeón de la Football League o el ganador de la FA Cup de la temporada anterior, mientras que los aficionados solían estar representados por el Corinthians, un renombrado equipo amateur de la época. El primer partido se jugó el 19 de marzo de 1898, después de haber sido ideado por Sir Thomas Dewar y ratificado por la Asociación de Fútbol, cuyo presidente Lord Kinnaird y el expresidente Sir Francis Marindin formaban parte del comité de The Shield.
Las ganancias del juego anual se distribuyeron a hospitales y organizaciones benéficas. El juego fue el predecesor de FA Charity Shield, hoy FA Community Shield, que comenzó en 1908 después de que la Asociación de Fútbol Amateur se separara de la Asociación de Fútbol. Después de 1908, el trofeo se revivió en siete ocasiones en el siglo XX para recaudar fondos para causas de fútbol base en partidos jugados entre equipos con sede en Londres.

## Historia
En 1898, Sir Thomas Dewar, el sheriff de Londres en ese momento, ofreció un escudo que enfrentaría al mejor club profesional con el mejor aficionado y las ganancias se destinarían a la caridad. Se formó un comité de alto perfil de representantes de la Asociación de Fútbol y del fútbol amateur, políticos y jugadores de Inglaterra del pasado y del presente, compuesto por Sir Dewar; Lord Kinnaird (Presidente de la FA); Sir Reginald Hanson (Lord Mayor de Londres); Sir Francis Marindin (Expresidente de la FA); Sir William Bromley-Davenport (miembro del parlamento y exfutbolista internacional de Inglaterra); Coronel Harry McCalmont (miembro del parlamento), R. Cunliffe Gosling (excapitán de Inglaterra), Dr. Kemp (exjugador del equipo United Hospitals con sede en Londres), N. L. Jackson (secretario honorario de la FA y fundador del Corintios) , John Bentley (presidente de la Football League) y Charles Wreford-Brown (excapitán de Inglaterra y miembro del consejo de la FA).
La competición duró nueve años en su primera encarnación, llegando a su fin en parte debido al dominio de los equipos profesionales, y también a una ruptura en la Asociación de Fútbol que vio la creación de la Asociación de Fútbol Amateur. Después de la edición de 1907, ganada por Newcastle United, el escudo fue reemplazado en 1908 por el FA Charity Shield, que en lugar del mejor equipo amateur enfrentó al ganador de la Football League contra los ganadores de la Southern Football League y luego contra el ganador de la FA Cup.
El partido resucitó más tarde en la década de 1930 durante cuatro años por sugerencia de Charles Wreford-Brown, miembro del comité Shield original, para recaudar fondos para la Asociación Nacional de Campos de Juego. El trofeo se compitió nuevamente en la década de 1960 durante tres años con fondos que apoyaban al Corinthian Casuals Football Club, el sucesor del equipo original de Corinthians. El partido más reciente por el trofeo del escudo fue un partido único jugado entre Watford F.C. y Corinthian Casuals en 1983, que marcó el centenario de la formación original del Corinthians. Watford se impuso por 6-1. Los siete partidos en la era posterior a 1907 fueron exclusivos para los clubes de Londres.
El escudo (Trofeo en juego) en sí, encargado por Dewar, tenía más de seis pies de altura y se creía que era el trofeo más grande por el que se compitió en la historia del fútbol. En la década de 1990, Corinthian Casuals subastó el trofeo para financiar instalaciones de entrenamiento para todo clima; se vendió por unas 25.000 libras esterlinas a un propietario privado.

## Lista de campeones

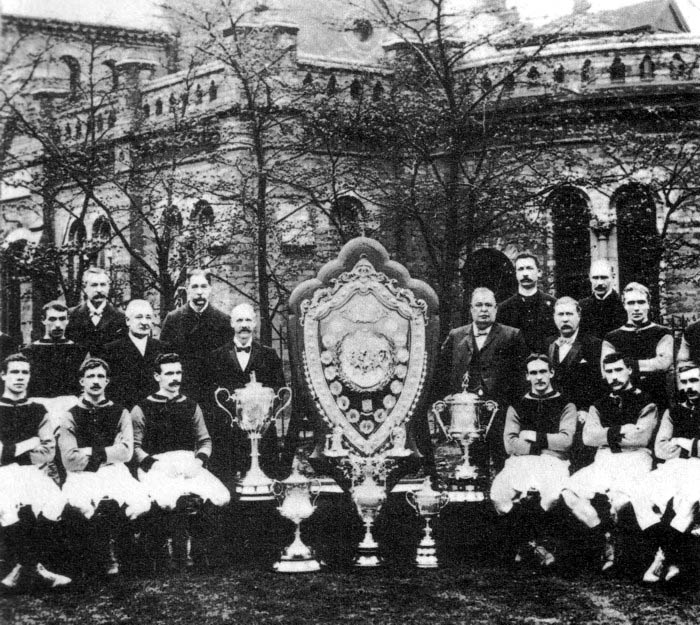
El Aston Villa en la temporada 1899 ganador de la First Division y del Sheriff of London Charity Shield (trofeo al centro)

### Sheriff of London Charity Shield
- 1898 Corinthians 0–0 Sheffield United (partido repetido y empatado 1–1, compartido)[9][3]
- 1899 Aston Villa 0–0 Queen's Park (comparitdo)[10]
- 1900 Corinthians 2–1 Aston Villa[3]
- 1901 Aston Villa 1–0 Corinthians[11]
- 1902 Tottenham Hotspur 5–2 Corinthians[3]
- 1903 Sunderland 3–0 Corinthians[3]
- 1904 Corinthians 10–3 Bury[3]
- 1905 The Wednesday 2–1 Corinthians[3]
- 1906 Liverpool 5–1 Corinthians[3][12]
- 1907 Newcastle United 5–2 Corinthians[13]

### Partidos de recaudación de fondos
- 1931 Arsenal 5–3 Corinthians[14]
- 1932 Arsenal 9–2 Corinthians[14]
- 1934 Tottenham Hotspur 7–4 Corinthians[15]
- 1964 Arsenal 7–0 Corinthian Casuals[14]
- 1965 Arsenal 5–2 Corinthian Casuals[14]
- 1966 Watford 7–0 Corinthian Casuals[6]
- 1983 Watford 6–1 Corinthian Casuals[6]